# Wilhelm Röntgen

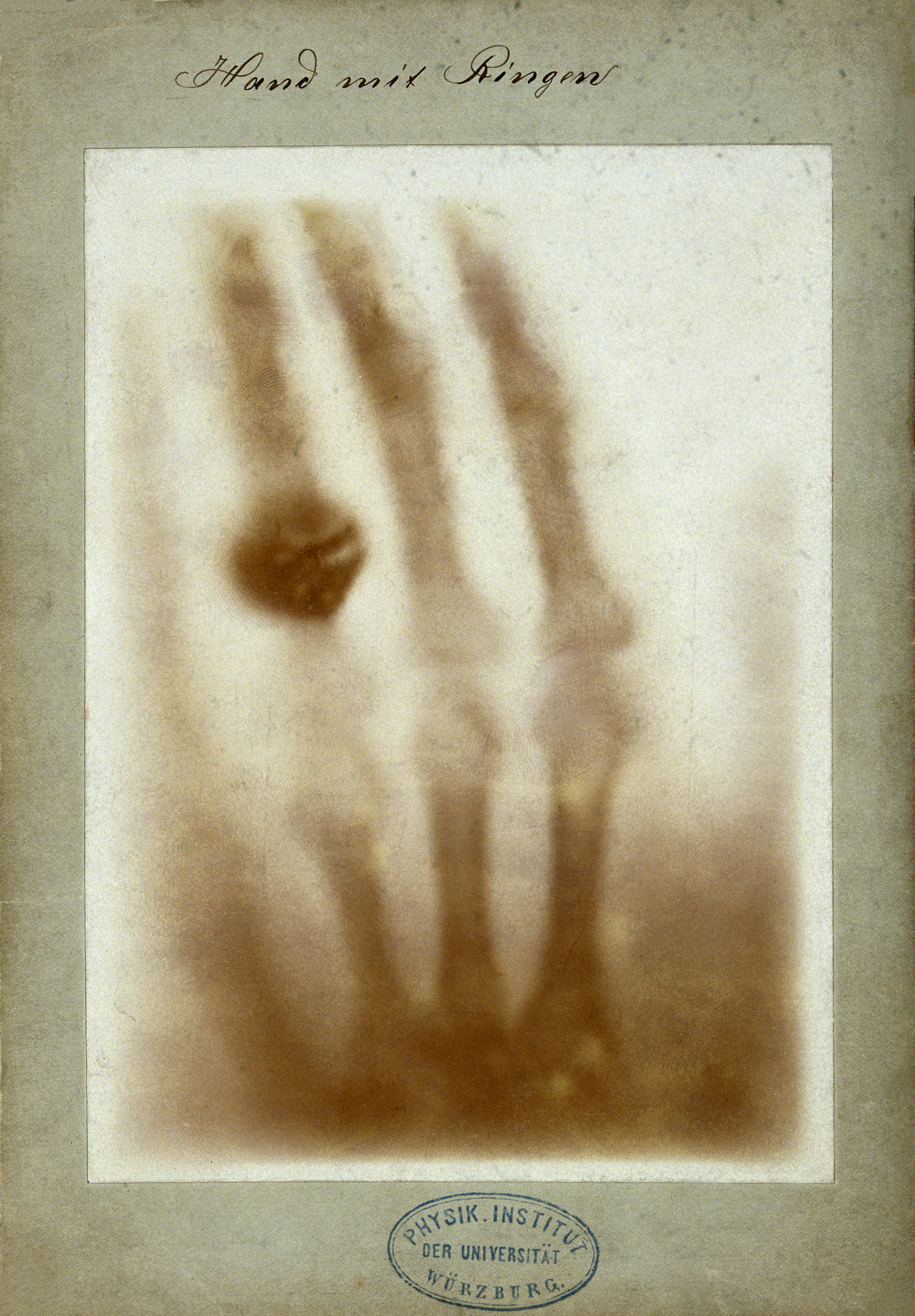
Primera radiografía médica de Wilhelm Röntgen de la mano de su esposa Anna Bertha Ludwig

Wilhelm Conrad Röntgen (Lennep, Alemania, 27 de marzo de 1845-Múnich, Alemania, 10 de febrero de 1923) fue un ingeniero mecánico científico, investigador y físico alemán de la Universidad de Wurzburgo. El 8 de noviembre de 1895 produjo radiación electromagnética en las longitudes de onda correspondientes a los actualmente llamados rayos X. En los años siguientes, Röntgen publicó unos estudios «sobre un nuevo tipo de rayos», que fueron traducidos al inglés, francés, italiano y ruso.
Por su descubrimiento fue galardonado en 1901 con el primer Premio Nobel de Física. El premio se concedió oficialmente «en reconocimiento de los extraordinarios servicios que ha brindado con el descubrimiento de los notables rayos que llevan su nombre». Röntgen donó la recompensa monetaria a su universidad. De la misma forma que Pierre Curie haría varios años más tarde, rechazó registrar cualquier patente relacionada con su descubrimiento por razones éticas. Tampoco quiso que los rayos llevaran su nombre, aunque en alemán los rayos X se siguen conociendo como Röntgenstrahlen (rayos Röntgen).
La Universidad de Wurzburgo le otorgó el grado honorario de Doctor en Medicina. También en su honor recibe tal nombre la unidad de medida de la exposición a la radiación, establecida en 1928 (véase Roentgen (unidad)).

## Biografía
Röntgen nació en marzo de 1845 en Lennep, Alemania, hijo de un tejedor y comerciante de telas y de Charlotte Constanze Frowein.  Cuando tenía tres años, su familia se mudó a los Países Bajos. Allí recibió su educación primaria en el Instituto de Martinnus Herman van Doorn. Luego asistió a la Escuela Técnica de Utrecht, de donde fue expulsado por realizar una caricatura de uno de sus profesores, acto que negó haber cometido.
Cuando contaba 17 años, ingresó en la Escuela Técnica de Utrecht; en 1865 inició estudios en la Escuela Politécnica Federal de Zúrich (Suiza), y en 1868 recibió su título de ingeniero mecánico, doctorándose un año después. Trabajó como profesor de física en Estrasburgo en 1876; en la universidad alemana de Giessen, en 1879; y en el instituto de física de la Universidad de Wurzburgo, en 1888. En 1900 le fue concedida la cátedra de física en la Universidad de Múnich; también fue nombrado director de un nuevo instituto físico creado en esa misma ciudad.
Sin el título de bachillerato, Röntgen sólo podía asistir a la universidad en los Países Bajos como visitante. En 1865, intentó asistir a la Universidad de Utrecht sin tener las credenciales necesarias que se exigen a un estudiante regular. Al enterarse de que podía ingresar en la Escuela Politécnica Federal de Zúrich de Zúrich (hoy conocido como ETH Zúrich), aprobó el examen de ingreso y comenzó allí sus estudios como estudiante de ingeniería mecánica. En 1869 se graduó como PhD en la Universidad de Zúrich; una vez allí, se convirtió en alumno predilecto del profesor August Kundt, a quien siguió a la recién fundada Kaiser-Wilhelms-Universität' alemana de Estrasburgo. 

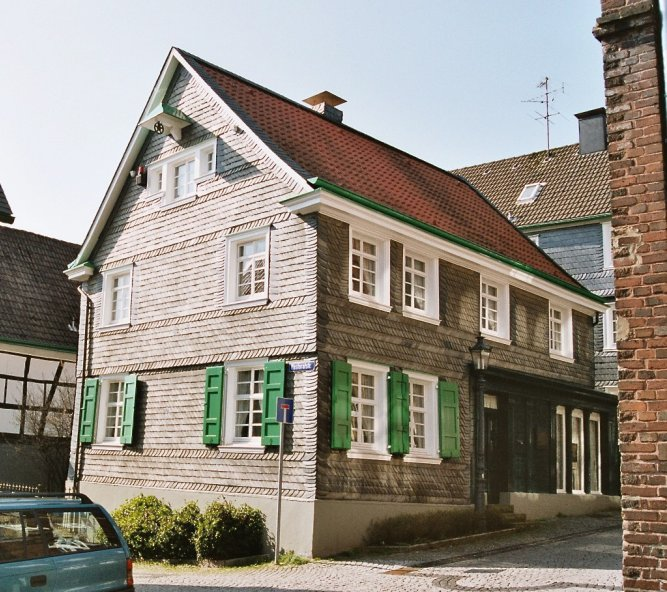
Lugar de nacimiento de Röntgen en Remscheid-Lennep

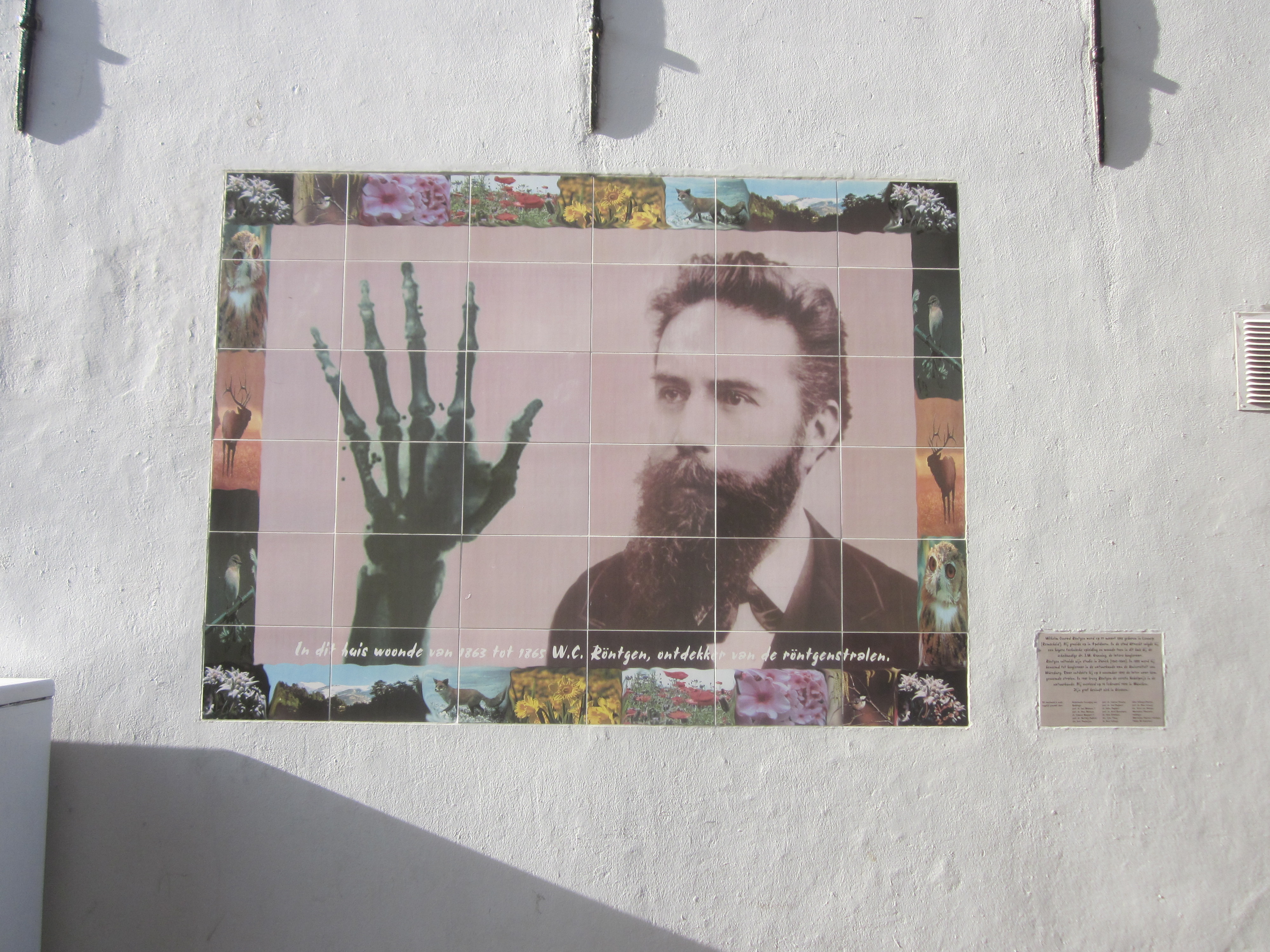
Arte mural de la casa donde Röntgen vivió desde 1863 hasta 1865 en la Schalkwijkstraat en Utrecht. Realizado por Jackie Sleper en 2005

.

## Trayectoria
En 1874 impartió clases en la Universidad de Estrasburgo y en 1875 llegó a ser profesor de la Academia de Agricultura de Hohenheim (Wurtemberg). En 1876 retornó a Estrasburgo como profesor de Física y en 1879 llegó a ser director del Departamento de Física de la Universidad de Giessen. En 1888 fue nombrado físico jefe de la Universidad de Wurzburgo y en 1900 físico jefe de la Universidad de Múnich, por petición especial del Gobierno de Baviera.
El 8 de noviembre de 1895, trabajando con un tubo de rayos catódicos, descubrió los rayos X, ganando el Premio Nobel en 1901. Los rayos X se comienzan a aplicar en todos los campos de la medicina, entre ellos el urológico. Al año del primer informe de Röntgen se habían escrito 49 libros y más de 1200 artículos en revistas científicas. Posteriormente Guyon, McIntyre y Swain utilizaron la radiología para el diagnóstico de la enfermedad litiásica. Es uno de los puntos culminantes de la medicina de finales del siglo XIX, sobre el cual se basaron numerosos diagnósticos de entidades nosológicas hasta ese momento difíciles de diagnosticar.

### Carrera

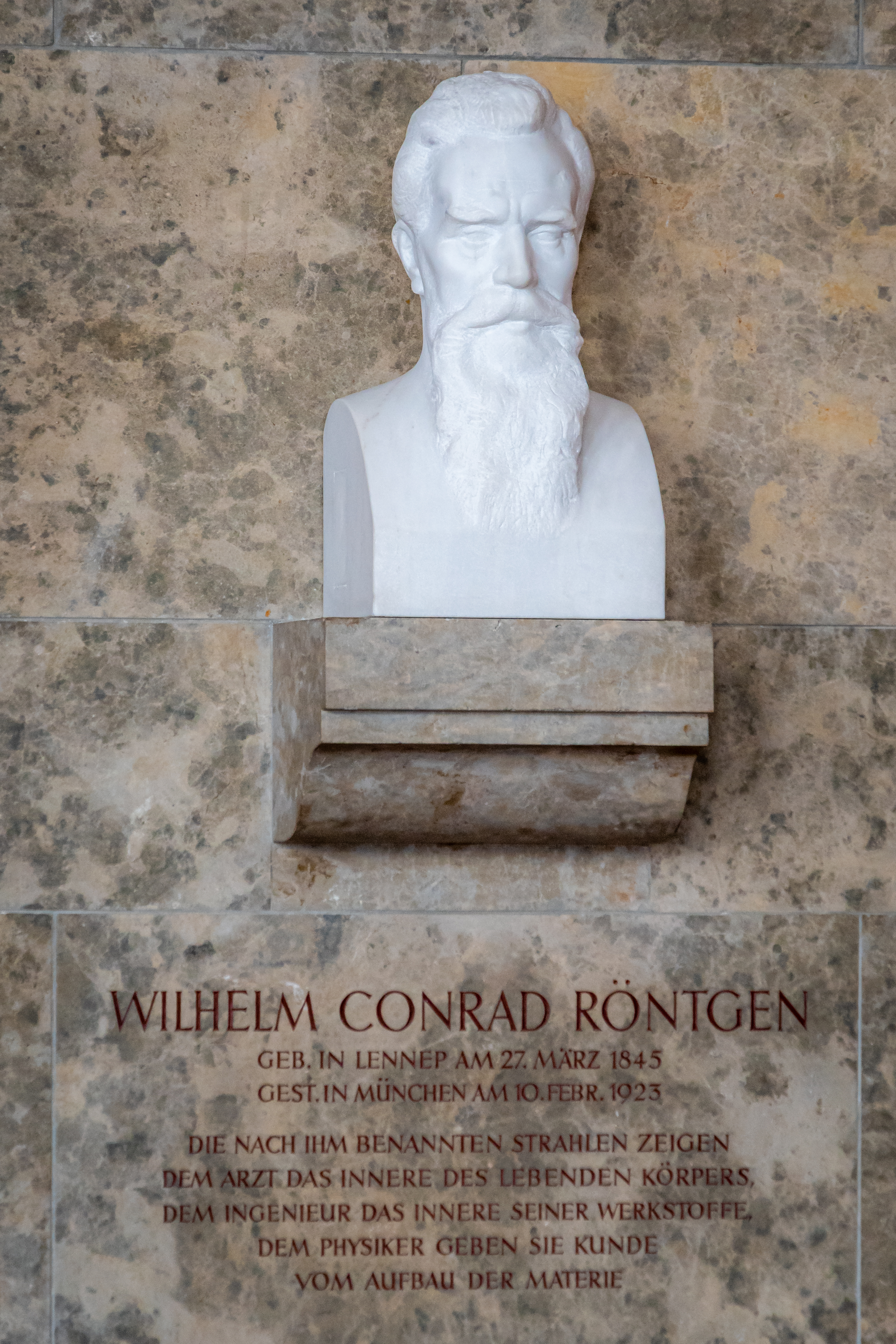
Busto de mármol de Röntgen en el Deutsches Museum de Munich

En 1874, Röntgen se convirtió en profesor de la Universidad de Estrasburgo. En 1875 fue nombrado profesor en la Academia de Agricultura de Hohenheim, Württemberg. Regresó a Estrasburgo como profesor de física en 1876, y en 1879 fue nombrado catedrático de física en la Universidad de Giessen. En 1888, obtuvo la cátedra de física en la Universidad de Würzburg, y en 1900 en la Universidad de Múnich, por petición especial del gobierno bávaro.
Röntgen tenía familia en Iowa, Estados Unidos, y planeaba emigrar. Aceptó un puesto en la Universidad de Columbia de Nueva York y compró billetes transatlánticos, antes de que el estallido de la Primera Guerra Mundial cambiara sus planes. Permaneció en Múnich el resto de su carrera.

### Descubrimiento de los rayos X
Durante 1895, en su laboratorio del Instituto Físico de la Universidad de Würzburg, Röntgen estuvo investigando los efectos externos de hacer pasar una descarga eléctrica a través de varios tipos de equipos-aparatos de tubos de vacío de Heinrich Hertz, Johann Hittorf, William Crookes, Nikola Tesla y Philipp von Lenard A principios de noviembre, estaba repitiendo un experimento con uno de los tubos de Lenard en el que se había añadido una fina ventana de aluminio para permitir que los rayos catódicos salieran del tubo, pero se había añadido una cubierta de cartón para proteger el aluminio de los daños causados por el fuerte campo electrostático que produce los rayos catódicos. Röntgen sabía que la cubierta de cartón impedía la salida de la luz, pero observó que los rayos catódicos invisibles causaban un efecto fluorescente en una pequeña pantalla de cartón pintada con platinocianuro de bario cuando se colocaba cerca de la ventana de aluminio. A Röntgen se le ocurrió que el tubo de Crookes, que tenía una pared de vidrio mucho más gruesa que el tubo de Lenard, también podría causar este efecto fluorescente.
A última hora de la tarde del 8 de noviembre de 1895, Röntgen estaba decidido a probar su idea. Construyó cuidadosamente una cubierta de cartón negro similar a la que había utilizado en el tubo Lenard. Cubrió el tubo de Crookes-Hittorf con el cartón y conectó electrodos a una bobina de Ruhmkorff para generar una carga electrostática. Antes de colocar la pantalla de platinocianuro de bario para probar su idea, Röntgen oscureció la habitación para comprobar la opacidad de su cubierta de cartón. Al pasar la carga de la bobina de Ruhmkorff a través del tubo, determinó que la cubierta era hermética a la luz y se volvió para prepararse para el siguiente paso del experimento. Fue en ese momento cuando Röntgen notó un débil resplandor procedente de un banco situado a unos metros del tubo. Para cerciorarse, probó varias descargas más y vio siempre el mismo resplandor. Al encender una cerilla, descubrió que el resplandor procedía del lugar donde se encontraba la pantalla de platinocianuro de bario que pretendía utilizar a continuación.

## Curiosidades
La primera radiografía que se hizo en la historia de la ciencia, fue la de la mano de su esposa Anna Bertha Ludwig.

## Algunas publicaciones

### Libros
- Vragen op het anorganisch gedeelte van het scheikundig Leerboek van Dr. J. W. Gunning. Schoonhoven Utrecht 1865
- Studien über Gase. Inaugural Dissertation, Zúrich 1869

### Artículos en revistas
- «Über die Bestimmung des Verhältnisses der spezifischen Wärmen der Luft.» En: Ann. der Physik und Chemie 2. Folge, (141): 552-566, 1870

- «Über ein Aneroidbarometer mit Spiegelablesung.»SpiegelablesungSpiegelablesung En: Ann. der Physik und Chemie 3. Folge, (4): 305311, 1878

- «Über die elektromagnetische Drehung der Polarisationsebene des Lichtes in den Gasen.» En: Ann. der Physik und Chemie 3. Folge, (8): 278-298, 1879 – con August Kundt

- «Über Töne, welche durch intermittierende Bestrahlung eines Gases entstehen.» En: Ann. der Physik und Chemie 3. Folge, (12): 155-159, 1881

- «Über den Einfluß des Druckes auf die Viskosität der Flüssigkeiten, speziell des Wassers.» En: Ann. der Physik und Chemie 3. Folge, (22): 510, 1884

- «Neue Versuche über die Absorption von Wärme durch Wasserdampf.» En: Ann. der Physik und Chemie 3. Folge, (23): 1-49 & 259-298, 1884; cap. 1, cap. 2

- «Über die durch Bewegung eines im homogen elektrischen Felde befindlichen Dielektrikums hervorgerufene elektrodynamische Kraft.» En: Mathematische und Naturwissenschaftliche Mitteilungen aus den Sitzungsberichten der Königlich Preussischen Akademie der Wissenschaften zu Berlin. Physikalisch-Mathematische Klasse, (7): 23-29, 1888

- «Über die Dicke von kohärenten Ölschichten auf der Oberfläche des Wassers.» En: Ann. der Physik und Chemie 3. Folge, (41): 321-329, 1890

- «Über die Konstitution des flüssigen Wassers.» En: Ann. der Physik und Chemie 3. Folge, (45): 91, 1892

- «Über eine neue Art von Strahlen. Vorläufige Mitteilung.»  En: Aus den Sitzungsberichten der Würzburger Physik.-medic. Gesellschaft Würzburg: 137-147, 1895;

- «Eine neue Art von Strahlen. 2. Mitteilung.» En: Aus den Sitzungsberichten der Würzburger Physik.-medic. Gesellschaft Würzburg: 11-17, 1896

- «Weitere Beobachtungen über die Eigenschaften der X-Strahlen.» En: Mathematische und Naturwissenschaftliche Mitteilungen aus den Sitzungsberichten der Königlich Preussischen Akademie der Wissenschaften zu Berlin. Physikalisch-Mathematische Klasse: 392-406, 1897

- «Über die Elektrizitätsleitung in einigen Kristallen und über den Einfluß der Bestrahlung darauf.» En: Ann. der Physik 4. Folge, (41): 449-498, 1913 – con Abram Fjodorowitsch Ioffe

- «Pyro- und piezo-elektrische Untersuchungen.»  En: Ann. der Physik 4. Folge (45): 737-800, 1914

- «Über die Elektrizitätsleitung in einigen Kristallen und über den Einfluß einer Bestrahlung darauf.» En: Ann. der Physik 4. Folge (64): 1.195, 1921 – con Abram Fjodorowitsch Ioffe

## Eponimia
- El cráter lunar Röntgen lleva este nombre en su memoria.[14]
- El asteroide (6401) Roentgen también conmemora su nombre.[15]